# Goupillaudina
Goupillaudina es un género de foraminífero bentónico de la familia Osangulariidae, de la superfamilia Chilostomelloidea, del suborden Rotaliina y del orden Rotaliida. Su especie tipo es Goupillaudina daguini. Su rango cronoestratigráfico abarca desde el Coniaciense hasta el Maastrichtiense (Cretácico superior).

## Clasificación
Goupillaudina incluye a las siguientes especies:
- Goupillaudina daguini †
- Goupillaudina debourlei †
- Goupillaudina intermedia †
- Goupillaudina iranica †
- Goupillaudina lecointrei †
- Goupillaudina martiguesia †
- Goupillaudina ostrowskyi †
- Goupillaudina sanctipetri †
- Goupillaudina shirazensis †